# Stade Babemba Traoré
El Stade Babemba Traoré es un estadio multiusos utilizado principalmente para partidos de fútbol ubicado en la ciudad de Sikasso en Malí. Actualmente es la sede del Stade Malien de Sikasso de la Segunda División de Malí, y el nombre del estadio es por Babemba Traoré, Rey de Kénédougou.

## Historia
Fue inaugurado en el año 2002 como una de las sedes de la Copa Africana de Naciones 2002 donde fue sede de cinco partidos de la fase de grupos y el partido de cuartos de final ente Egipto contra Camerún.